# Europsko prvenstvo u plivanju 2006.
28. Europsko prvenstvo u plivanju 2006. održano je od 26. do 6. kolovoza 2006. u mađarskom glavnom gradu Budimpešti.

## Pojedinačna natjecanja

### Slobodni stil

#### 50 m slobodno
| Mjesto | Država   | Plivač              | Vrijeme (s) |
| ------ | -------- | ------------------- | ----------- |
| 1.     | Poljska  | Bartosz Kizierowski | 21,88 s CR  |
| 2.     | Ukrajina | Olexandr Wolynez    | 21,97 s     |
| 3.     | Hrvatska | Duje Draganja       | 22,14 s     |

| Mjesto | Država     | Plivačica         | Vrijeme    |
| ------ | ---------- | ----------------- | ---------- |
| 1.     | Njemačka   | Britta Steffen    | 24,72 s DR |
| 2.     | Švedska    | Therese Alshammar | 24,87 s    |
| 3.     | Nizozemska | Marleen Veldhuis  | 24,89 s    |

#### 100 m slobodno
| Mjesto | Država     | Plivač                    | Vrijeme |
| ------ | ---------- | ------------------------- | ------- |
| 1.     | Italija    | Filippo Magnini           | 48,79 s |
| 2.     | Švedska    | Stefan Nystrand           | 48,91 s |
| 3.     | Nizozemska | Pieter van den Hoogenband | 48,94 s |

| Mjesto | Država     | Plivačica              | Vrijeme (s) |
| ------ | ---------- | ---------------------- | ----------- |
| 1.     | Njemačka   | Britta Steffen         | 53,30 s WR  |
| 2.     | Nizozemska | Marleen Veldhuis       | 54,32 s     |
| 3.     | Grčka      | Nery-Madey Niangkouara | 54,48 s     |

#### 200 m slobodno
| Mjesto | Država     | Plivač                    | Vrijeme (min) |
| ------ | ---------- | ------------------------- | ------------- |
| 1.     | Nizozemska | Pieter van den Hoogenband | 1:45,65 min   |
| 2.     | Italija    | Massimiliano Rosolino     | 1:47,02 min   |
| 3.     | Italija    | Filippo Magnini           | 1:47,57 min   |

| Mjesto | Država    | Plivačica          | Vrijeme (min) |
| ------ | --------- | ------------------ | ------------- |
| 1.     | Poljska   | Otylia Jędrzejczak | 1:57,25 min   |
| 2.     | Njemačka  | Annika Liebs       | 1:57,48 min   |
| 3.     | Francuska | Laure Manaudou     | 1:58,38 min   |

#### 400 m slobodno
| Mjesto | Država    | Plivač                | Vrijeme        |
| ------ | --------- | --------------------- | -------------- |
| 1.     | Rusija    | Juri Prilukow         | 3:45,73 min CR |
| 2.     | Italija   | Massimiliano Rosolino | 3:46,87 min    |
| 3.     | Francuska | Nicolas Rostoucher    | 3:47,04 min    |

| Mjesto | Država                 | Plivačica          | Vrijeme (min)  |
| ------ | ---------------------- | ------------------ | -------------- |
| 1.     | Francuska              | Laure Manaudou     | 4:02,13 min WR |
| 2.     | Ujedinjeno Kraljevstvo | Joanne Jackson     | 4:07,76 min    |
| 3.     | Ujedinjeno Kraljevstvo | Caitlin McClatchey | 4:08,13 min    |

#### 800 m slobodno
| Mjesto | Država    | Plivač             | Vrijeme (min)   |
| ------ | --------- | ------------------ | --------------- |
| 1.     | Rusija    | Juri Prilukow      | 14:51,93 min CR |
| 2.     | Francuska | Sebastien Rouault  | 14:55,73 min    |
| 3.     | Francuska | Nicolas Rostoucher | 15:01,82 min    |

| Mjesto | Država                 | Plivačica         | Vrijeme (min)  |
| ------ | ---------------------- | ----------------- | -------------- |
| 1.     | Francuska              | Laure Manaudou    | 8:19,29 min ER |
| 2.     | Ujedinjeno Kraljevstvo | Rebecca Adlington | 8:27,88 min    |
| 3.     | Ujedinjeno Kraljevstvo | Rebecca Cooke     | 8:28,40 min    |

### Leđni stil

#### 50 m leđno
| Mjesto | Država                 | Plivač                 | Vrijeme |
| ------ | ---------------------- | ---------------------- | ------- |
| 1.     | Njemačka               | Helge Meeuw            | 25,06 s |
| 2.     | Grčka                  | Aristeidis Grigoriadis | 25,14 s |
| 3.     | Ujedinjeno Kraljevstvo | Matthew Clay           | 25,15 s |

| Mjesto | Država      | Plivačica                | Vrijeme    |
| ------ | ----------- | ------------------------ | ---------- |
| 1.     | Njemačka    | Janine Pietsch           | 28,36 s CR |
| 2.     | Bjelorusija | Aljaksandra Herassimenja | 28,72 s    |
| 3.     | Njemačka    | Antje Buschschulte       | 28,73 s    |

#### 100 m leđno
| Mjesto | Država     | Plivač                 | Vrijeme (s) |
| ------ | ---------- | ---------------------- | ----------- |
| 1.     | Rusija     | Arkadi Wjattschanin    | 53,50 s CR  |
| 2.     | Australija | Markus Rogan           | 54,07 s     |
| 3.     | Grčka      | Aristeidis Grigoriadis | 54,34 s     |

| Mjesto | Država    | Plivačica          | Vrijeme (min) |
| ------ | --------- | ------------------ | ------------- |
| 1.     | Francuska | Laure Manaudou     | 1:00,88 min   |
| 2.     | Njemačka  | Antje Buschschulte | 1:01,40 min   |
| 3.     | Njemačka  | Janine Pietsch     | 1:01,55 min   |

#### 200 m leđno
| Mjesto | Država    | Plivač              | Vrijeme (min)  |
| ------ | --------- | ------------------- | -------------- |
| 1.     | Rusija    | Arkadi Wjattschanin | 1:55,44 min ER |
| 2.     | Mađarska  | László Cseh         | 1:56,69 min    |
| 3.     | Rumunjska | Răzvan Florea       | 1:57,83 min    |

| Mjesto | Država                 | Plivačica           | Vrijeme (min) |
| ------ | ---------------------- | ------------------- | ------------- |
| 1.     | Francuska              | Esther Baron        | 2:10,07 min   |
| 2.     | Ukrajina               | Iryna Amschennikowa | 2:12,13 min   |
| 3.     | Ujedinjeno Kraljevstvo | Melanie Marshall    | 2:12,17 min   |

### Prsni stil

#### 50 m prsno
| Mjesto | Država    | Plivač            | Vrijeme |
| ------ | --------- | ----------------- | ------- |
| 1.     | Ukrajina  | Oleh Lissohor     | 27,48 s |
|        | Italija   | Alessandro Terrin | 27,48 s |
| 3.     | Slovenija | Matjaž Markič     | 27,87 s |

| Mjesto | Država                 | Plivačica         | Vrijeme |
| ------ | ---------------------- | ----------------- | ------- |
| 1.     | Rusija                 | Jelena Bogomasowa | 31,69 s |
| 2.     | Ujedinjeno Kraljevstvo | Kate Haywood      | 31,71 s |
| 3.     | Mađarska               | Ágnes Kovács      | 31,95 s |

#### 100 m prsno
| Mjesto | Država   | Plivač             | Vrijeme (min) |
| ------ | -------- | ------------------ | ------------- |
| 1.     | Rusija   | Roman Sludnow      | 1:00,61 min   |
| 2.     | Norveška | Alexander Dale Oen | 1:00,63 min   |
| 3.     | Ukrajina | Oleh Lissohor      | 1:00,64 min   |

| Mjesto | Država                 | Plivačica         | Vrijeme (min)  |
| ------ | ---------------------- | ----------------- | -------------- |
| 1.     | Ukrajina               | Hanna Chlystunowa | 1:07,55 min CR |
| 2.     | Ujedinjeno Kraljevstvo | Kirsty Balfour    | 1:07,95 min    |
| 3.     | Mađarska               | Ágnes Kovács      | 1:08,60 min    |

#### 200 m prsno
| Mjesto | Država                 | Plivač               | Vrijeme (min) |
| ------ | ---------------------- | -------------------- | ------------- |
| 1.     | Poljska                | Sławomir Kuczko      | 2:12,12 min   |
| 2.     | Italija                | Paolo Bossini        | 2:12,35 min   |
| 3.     | Ujedinjeno Kraljevstvo | Kristopher Gilchrist | 2:13,21 min   |

| Mjesto | Država                 | Plivačica       | Vrijeme (min) |
| ------ | ---------------------- | --------------- | ------------- |
| 1.     | Ujedinjeno Kraljevstvo | Kirsty Balfour  | 2:25,66 min   |
| 2.     | Ukrajina               | Julija Pidlisna | 2:28,42 min   |
| 3.     | Mađarska               | Ágnes Kovács    | 2:28,90 min   |

### Leptir stil

#### 50 m leptir
| Mjesto | Država   | Plivač          | Vrijeme    |
| ------ | -------- | --------------- | ---------- |
| 1.     | Ukrajina | Serhij Breus    | 23,41 s CR |
| 2.     | Hrvatska | Duje Draganja   | 23,62 s    |
| 3.     | Danska   | Jakob Andkjær   | 23,77 s    |
|        | Ukrajina | Andrij Serdinow | 23,77 s    |

| Mjesto | Država     | Plivačica             | Vrijeme |
| ------ | ---------- | --------------------- | ------- |
| 1.     | Švedska    | Therese Alshammar     | 26,06 s |
| 2.     | Švedska    | Anna-Karin Kammerling | 26,23 s |
| 3.     | Nizozemska | Chantal Groot         | 26,49 s |

#### 100 m leptir
| Mjesto | Država    | Plivač           | Vrijeme (s) |
| ------ | --------- | ---------------- | ----------- |
| 1.     | Ukrajina  | Andrij Serdinow  | 51,95 s     |
| 2.     | Francuska | Amaury Leveaux   | 52,76 s     |
| 3.     | Rusija    | Nikolai Skworzow | 52,96 s     |

| Mjesto | Država     | Plivačica         | Vrijeme (s) |
| ------ | ---------- | ----------------- | ----------- |
| 1.     | Nizozemska | Inge Dekker       | 58,35 s     |
| 2.     | Slovačka   | Martina Moravcová | 58,98 s     |
| 3.     | Francuska  | Alena Popchanka   | 59,06 s     |

#### 200 m leptir
| Mjesto | Država  | Plivač             | Vrijeme (min)  |
| ------ | ------- | ------------------ | -------------- |
| 1.     | Poljska | Paweł Korzeniowski | 1:55,04 min CR |
| 2.     | Grčka   | Ioannis Drymonakos | 1:57,03 min    |
| 3.     | Rusija  | Nikolai Skworzow   | 1:57,12 min    |

| Mjesto | Država  | Plivačica           | Vrijeme (min) |
| ------ | ------- | ------------------- | ------------- |
| 1.     | Poljska | Otylia Jędrzejczak  | 2:07,09 min   |
| 2.     | Italija | Francesca Segat     | 2:08,96 min   |
| 3.     | Italija | Caterina Giacchetti | 2:09,01 min   |

### Mješovito

#### 200 m mješovito
| Mjesto | Država   | Plivač            | Vrijeme (min)  |
| ------ | -------- | ----------------- | -------------- |
| 1.     | Mađarska | László Cseh       | 1:58,17 min CR |
| 2.     | Italija  | Alessio Boggiatto | 2:00,14 min    |
| 3.     | Mađarska | Tamás Kerékjártó  | 2:00,17 min    |

| Mjesto | Država    | Plivačica            | Vrijeme (min) |
| ------ | --------- | -------------------- | ------------- |
| 1.     | Francuska | Laure Manaudou       | 2:12,69 min   |
| 2.     | Poljska   | Katarzyna Baranowska | 2:13,36 min   |
| 3.     | Italija   | Alessia Filippi      | 2:13,75 min   |

#### 400 m mješovito
| Mjesto | Država   | Plivač            | Vrijeme (min)  |
| ------ | -------- | ----------------- | -------------- |
| 1.     | Mađarska | László Cseh       | 4:09,86 min CR |
| 2.     | Italija  | Luca Marin        | 4:14,15 min    |
| 3.     | Italija  | Alessio Boggiatto | 4:16,34 min    |

| Mjesto | Država   | Plivačica            | Vrijeme (min) |
| ------ | -------- | -------------------- | ------------- |
| 1.     | Italija  | Alessia Filippi      | 4:35,80 min   |
| 2.     | Njemačka | Nicole Hetzer        | 4:37,97 min   |
| 3.     | Poljska  | Katarzyna Baranowska | 4:40,02 min   |

## Štafetna natjecanja

### 4x100 m slobodno
| Mjesto | Država    | Plivači                                                            | Vrijeme (min)  |
| ------ | --------- | ------------------------------------------------------------------ | -------------- |
| 1.     | Italija   | Alessandro Calvi Christian Galenda Lorenzo Vismara Filippo Magnini | 3:15,23 min CR |
| 2.     | Rusija    | Jewgeni Lagunow Andrei Gretschin Iwan Ussow Andrei Kapralow        | 3:16,47 min    |
| 3.     | Francuska | Alain Bernard Grégory Mallet Fabien Gilot Amaury Leveaux           | 3:16,53 min    |

| Mjesto | Država     | Plivačice                                                      | Vrijeme (min)  |
| ------ | ---------- | -------------------------------------------------------------- | -------------- |
| 1.     | Njemačka   | Petra Dallmann Daniela Götz Britta Steffen Annika Liebs        | 3:35,22 min WR |
| 2.     | Nizozemska | Inge Dekker Ranomi Kromowidjojo Chantal Groot Marleen Veldhuis | 3:37,04 min    |
| 3.     | Francuska  | Alena Popchanka Aurore Mongel Céline Couderc Malia Metella     | 3:38,83 min    |

### 4x200 m slobodno
| Mjesto | Država                 | Plivači                                                               | Vrijeme (min)  |
| ------ | ---------------------- | --------------------------------------------------------------------- | -------------- |
| 1.     | Italija                | Massimiliano Rosolino David Berbotto Nicola Cassio Filippo Magnini    | 7:09,60 min ER |
| 2.     | Ujedinjeno Kraljevstvo | David Carry Simon Burnett Andrew Hunter Ross Davenport                | 7:11,63 min    |
| 3.     | Grčka                  | Andreas Zisimos Georgios Demetis Dimitrios Manganas Nikolaos Xylouris | 7:16,67 min    |

| Mjesto | Država    | Plivačice                                                        | Vrijeme (min)  |
| ------ | --------- | ---------------------------------------------------------------- | -------------- |
| 1.     | Njemačka  | Petra Dallmann Daniela Samulski Britta Steffen Annika Liebs      | 7:50,82 min WR |
| 2.     | Poljska   | Otylia Jędrzejczak Joanna Budzis Agata Zwiejska Paulina Barzycka | 7:56,32 min    |
| 3.     | Francuska | Alena Popchanka Sophie Huber Aurore Mongel Laure Manaudou        | 7:56,44 min    |

### 4x100 m mješovito
| Mjesto | Država                 | Plivači                                                            | Vrijeme (min)  |
| ------ | ---------------------- | ------------------------------------------------------------------ | -------------- |
| 1.     | Rusija                 | Arkadi Wjattschanin Roman Sludnow Nikolai Skworzow Andrei Kapralow | 3:34,96 min CR |
| 2.     | Ukrajina               | Andrij Olejnik Oleh Lissohor Andrij Serdinow Jurij Jegoschin       | 3:36,21 min    |
| 3.     | Ujedinjeno Kraljevstvo | Liam Tancock James Gibson Todd Cooper Simon Burnett                | 3:36,61 min    |

| Mjesto | Država                 | Plivačice                                                               | Vrijeme (min) |
| ------ | ---------------------- | ----------------------------------------------------------------------- | ------------- |
| 1.     | Ujedinjeno Kraljevstvo | Melanie Marshall Kirsty Balfour Terri Dunning Francesca Halsall         | 4:02,24 min   |
| 2.     | Njemačka               | Antje Buschschulte Sarah Poewe Annika Mehlhorn Britta Steffen           | 4:02,35 min   |
| 3.     | Francuska              | Laure Manaudou Anne-Sophie Le Paranthoen Alena Popchanka Céline Couderc | 4:03,64 min   |

## Vanjske poveznice
- Rezultati na omegatiming.com